# Ammatinluoto
Ammatinluoto är en ö och ett gränsmärke i Finland. Den ligger i sjön Onkivesi och i kommunerna Kuopio och Lapinlax och landskapet Norra Savolax, i den centrala delen av landet, 400 km norr om huvudstaden Helsingfors. Öns area är omkring 330 kvadratmeter och dess största längd är 20 meter i nord-sydlig riktning. Gränsen mellan kommunerna Kuopio i väster och Lapinlax i öster viker omedelbart norr om den lilla ön åt väster.